# Luzern Lions 2022
Questa voce raccoglie le informazioni riguardanti i Luzern Lions nelle competizioni ufficiali della stagione 2022.

## Lega B 2022

### Stagione regolare
| Lucerna 10 aprile 2022, ore 14:00 1ª giornata | Luzern Lions | 33 – 13 referto | Bienna Jets | Stadion Allmend\| Arbitro: \| Böni \| |
| Arbitro:                                      | Böni         |                 |             |                                       |

| San Gallo 18 aprile 2022, ore 14:30 2ª giornata | Sankt Gallen Bears | 6 – 5 referto | Luzern Lions | Stadion Gründenmoos\| Arbitro: \| Birnbaum \| |
| Arbitro:                                        | Birnbaum           |               |              |                                               |

| Plan-les-Ouates 24 aprile 2022, ore 14:00 3ª giornata | Geneva Whoppers | 0 – 50 referto | Luzern Lions | Stade des Cherpines\| Arbitro: \| Petschovsky \| |
| Arbitro:                                              | Petschovsky     |                |              |                                                  |

| Lucerna 8 maggio 2022, ore 14:00 5ª giornata | Luzern Lions | 9 – 14 referto | Argovia Pirates | Stadion Allmend\| Arbitro: \| Birnbaum \| |
| Arbitro:                                     | Birnbaum     |                |                 |                                           |

| Lucerna 15 maggio 2022, ore 14:00 6ª giornata | Luzern Lions | 21 – 0 referto | Fribourg Cardinals | Stadion Allmend\| Arbitro: \| Zwicker \| |
| Arbitro:                                      | Zwicker      |                |                    |                                          |

| Bienne 22 maggio 2022, ore 14:00 7ª giornata | Bienna Jets | 7 – 28 referto | Luzern Lions | Sportplatz Mettmoos\| Arbitro: \| Fouillet \| |
| Arbitro:                                     | Fouillet    |                |              |                                               |

| Friburgo 29 maggio 2022, ore 14:00 8ª giornata | Fribourg Cardinals | 12 – 20 referto | Luzern Lions | Stade du Guintzet\| Arbitro: \| Jordan \| |
| Arbitro:                                       | Jordan             |                 |              |                                           |

| Lucerna 12 giugno 2022, ore 14:00 10ª giornata | Luzern Lions | 50 – 0 referto | Geneva Whoppers | Stadion Allmend\| Arbitro: \| Birnbaum \| |
| Arbitro:                                       | Birnbaum     |                |                 |                                           |

| Buchs 18 giugno 2022, ore 18:00 11ª giornata | Argovia Pirates | 0 – 21 referto | Luzern Lions | Sportanlage Suhrenmatte\| Arbitro: \| Strähl \| |
| Arbitro:                                     | Strähl          |                |              |                                                 |

| Lucerna 26 giugno 2022, ore 14:00 12ª giornata | Luzern Lions | 9 – 2 referto | Sankt Gallen Bears | Stadion Allmend\| Arbitro: \| Urben \| |
| Arbitro:                                       | Urben        |               |                    |                                        |

### Playoff
| San Gallo 10 luglio 2022, ore 14:00 Finale | Sankt Gallen Bears | 10 – 6 referto | Luzern Lions | Stadion Lerchenfeld |

## Statistiche di squadra
| Competizione      | %Vittorie | In casa | In casa | In casa | In casa | In casa | In casa | In trasferta | In trasferta | In trasferta | In trasferta | In trasferta | In trasferta | Totale | Totale | Totale | Totale | Totale | Totale |
| Competizione      | %Vittorie | G       | V       | N       | P       | Pf      | Ps      | G            | V            | N            | P            | Pf           | Ps           | G      | V      | N      | P      | Pf     | Ps     |
| ----------------- | --------- | ------- | ------- | ------- | ------- | ------- | ------- | ------------ | ------------ | ------------ | ------------ | ------------ | ------------ | ------ | ------ | ------ | ------ | ------ | ------ |
| Stagione regolare | .800      | 5       | 4       | 0       | 1       | 122     | 29      | 5            | 4            | 0            | 1            | 124          | 25           | 10     | 8      | 0      | 2      | 246    | 54     |
| Playoff           | .000      | 0       | 0       | 0       | 0       | 0       | 0       | 1            | 0            | 0            | 1            | 6            | 10           | 1      | 0      | 0      | 1      | 6      | 10     |
| Totale            | .727      | 5       | 4       | 0       | 1       | 122     | 29      | 6            | 4            | 0            | 2            | 130          | 35           | 11     | 8      | 0      | 3      | 252    | 64     |